# Carmen Calvo Poyato

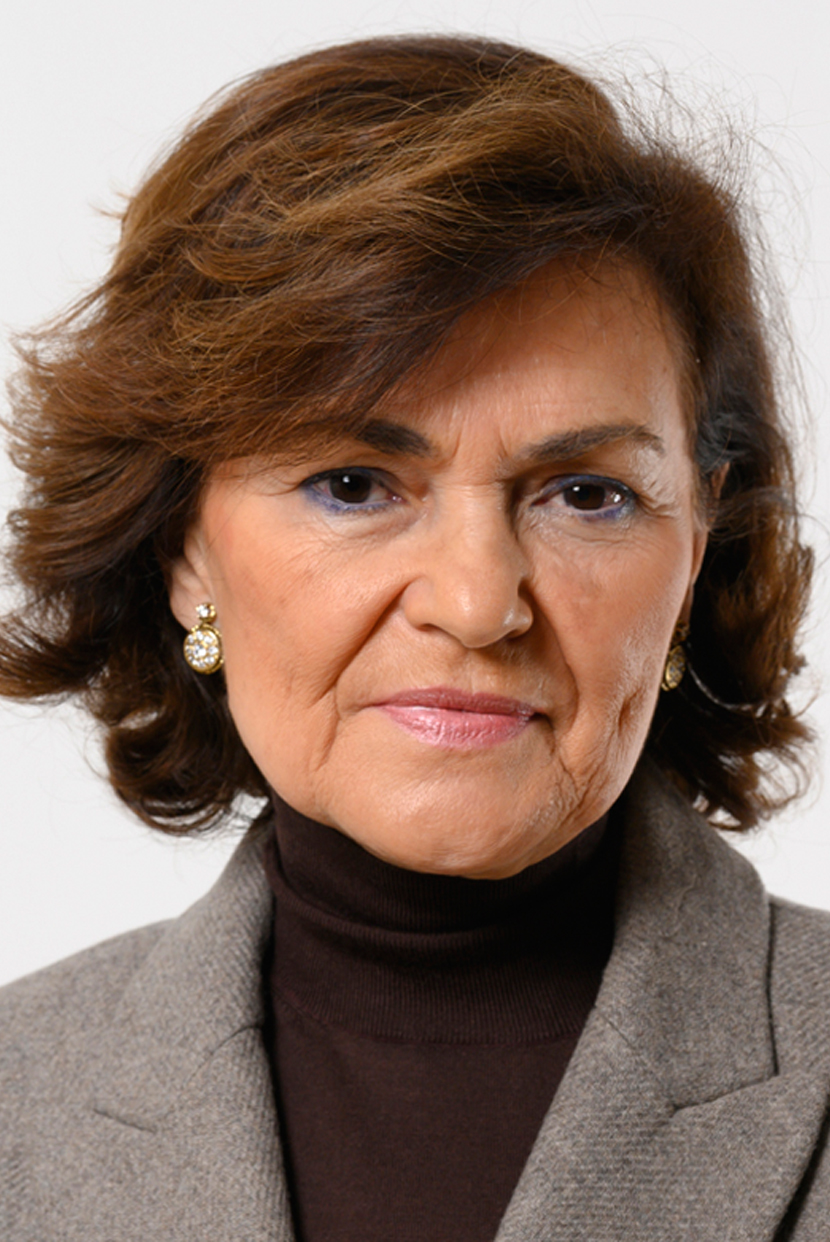
Offizielles Foto von Carmen Calvo

María del Carmen Calvo Poyato (* 9. Juni 1957 in Cabra) ist eine spanische Politikerin und Autorin, die von 2018 bis 2021 als stellvertretende Ministerpräsidentin von Spanien und Ministerin für Staatsführung tätig war.
Zwischen 1996 und 2004 war sie Regionalministerin für Kultur in Andalusien. Außerdem war sie von 2004 bis 2007 als Kulturministerin in der Regierung von José Luis Rodríguez Zapatero tätig. Von Juni 2017 bis Oktober 2021 leitete sie zudem das Gleichstellungsministerium der Sozialistischen Partei.
Ferner schrieb und veröffentlichte sie mehrere Bücher über Feminismus und Geschlechtergleichstellung.

## Leben
Calvo wuchs gemeinsam mit ihrem Bruder, dem Politiker und Schriftsteller José Calvo Poyato (ehemaliger Abgeordneter des Parlaments von Andalusien und ehemaliger Bürgermeister von Cabra) in der Provinz Córdoba auf und besuchte eine dortige katholische Grundschule. Nach ihrem Schulabschluss am Gymnasium Aguilar und Eslava studierte sie Rechtswissenschaften an der Universität Sevilla und promovierte in Verfassungsrecht an der Universität Córdoba
Calvo ließ sich von ihrer Tätigkeit als Professorin für Verfassungsrecht an der Universität von Córdoba jedoch zunächst freistellen.
An der Universität war sie dann zwischen 1990 und 1994 Generalsekretärin und  stellvertretende Dekanin der juristischen Fakultät. Von 1992 bis 1996 war sie Sekretärin des Andalusischen Hochschulinstituts für Kriminalistik.
Im Alter von 19 Jahren heiratete sie ihre Jugendliebe, mit der sie im Alter von 22 Jahren eine Tochter bekam. Später heiratete sie den Soziologen Manuel Pérez Yruela, ehemaliger Sprecher der Regionalregierung von Andalusien und Forschungsprofessor des Instituts für Sozialstudien von Andalusien. Das Paar ließ sich einige Jahre später jedoch wieder scheiden. Calvo hat mittlerweile zwei Enkeltöchter.

## Politische Karriere
Calvo kam in den 1990er Jahren in die Politik, als sie 1996 zur Ratsvorsitzenden des Wirtschafts- und Sozialrats von Córdoba ernannt wurde. Im Jahr 1999 trat sie der Sozialistischen Arbeiterpartei PSOE bei.

### Regionalministerin für Kultur in Andalusien
Im April 1996 wurde Calvo zur Kulturministerin der Regionalregierung von Andalusien unter dem Vorsitz von Manuel Chaves ernannt. 2000 wurde sie daraufhin als Abgeordnete für Córdoba in das Parlament von Andalusien gewählt. Dort war sie ab 1996 bis zu ihrer Ernennung zur Kulturministerin der spanischen Regierung im Amt.
Während ihrer achtjährigen Amtszeit als regionale Kulturministerin weihte Calvo. unter anderem im Jahr 2003 das Museo Picasso Málaga für zeitgenössische Kunst ein, verhandelte den andalusischen Pakt für das Buch – ein Pakt zur Unterstützung und Förderung des Lesens – und führte wichtige Investitionen zur Reform der Kirchen, Bibliotheken und Theatern, wie dem Maestranza-Theater in Sevilla durch. Des Weiteren wirkte sie bei der Entwicklung des Qualitätsplan für die Museen Andalusiens mit, zu dem auch die Erweiterung des Archäologischen Museums von Córdoba gehört.
Im Jahr 2004 debütierte Calvo auf der Kinoleinwand unter der Regie von José Luis García Sánchez mit einer kurzen Rolle in dem Film María querida.

### Kulturministerin

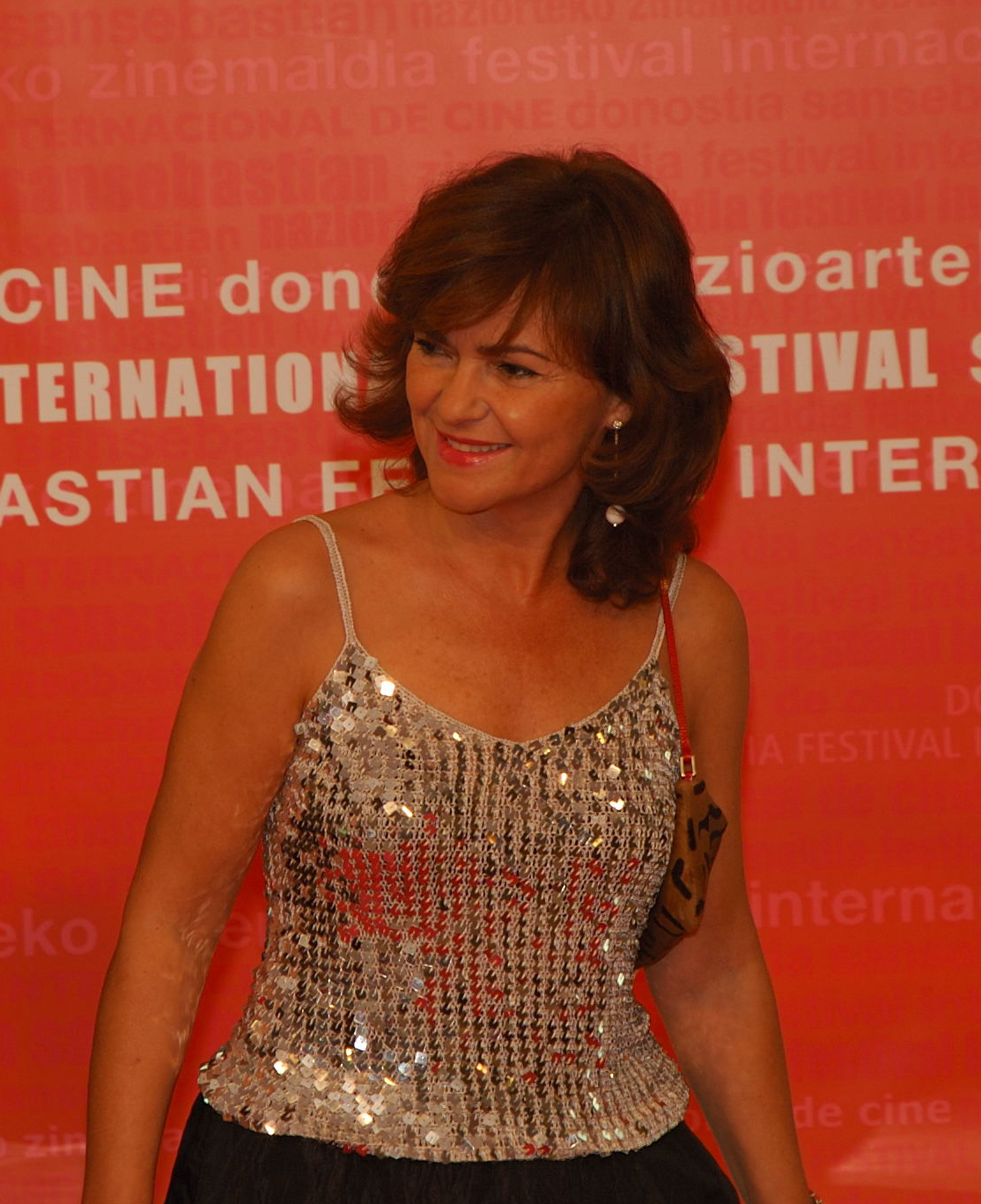
Calvo beim San Sebastián International Film Festival 2006

Im Januar 2004 schaffte sie den Sprung in die nationale Politik, als der Generalsekretär der Sozialistischen Arbeiterpartei Zapatero, ein „Komitee namhafter Persönlichkeiten“ ins Leben rief, um ihn bei seiner Kandidatur für das Amt des Ministerpräsidenten zu beraten, und sie zu einem Mitglied dieses Komitees ernannte. Bei den spanischen Parlamentswahlen im März 2004 wurde sie daraufhin als Vertreterin von Córdoba in das Abgeordnetenhaus gewählt. Im April wurde sie dann vom neuen spanischen Ministerpräsidenten José Luis Rodríguez Zapatero zur Kulturministerin ernannt.
Als Kulturministerin war Calvo eine entschiedene Gegnerin der Urheberrechtsverletzung und gab 2005 in ihrem Ministerium rund eine Million Euro für eine Kampagne aus, um die Öffentlichkeit über die Bedeutung des geistigen Eigentums aufzuklären.
Jedoch waren einige ihrer Entscheidungen, wie die, Dokumente aus dem Generalarchiv des Spanischen Bürgerkriegs an die autonome Gemeinschaft Katalonien zu übertragen, umstritten.
Aufgrund der schlechten Ergebnisse des Vorjahres im spanischen Kino legte Calvo 2007 einen Gesetzesentwurf vor, der die Kinos zwingt, mindestens zu 25 % europäische Filme zu zeigen. Dies wurde von den meisten Vertretern der Filmindustrie abgelehnt, die daraufhin am 18. Juni 2007 in den Streik traten, dem sich 93 % der Filmschaffenden anschlossen. Ministerin Calvo wurde im Juli 2007 durch César Antonio Molina abgelöst, der das Gesetz mit großen Änderungen Ende 2007 verabschiedete.

### Erste Vizepräsidentin des spanischen Parlaments
Nach ihrem Ausscheiden aus dem Ministerium wurde Calvo zur ersten Vizepräsidentin des Abgeordnetenhauses gewählt, ein Amt, das sie bis zum Ende der Sitzungsperiode des Kongresses innehatte.
Bei den Parlamentswahlen 2008 wurde Calvo als Abgeordnete für Córdoba wiedergewählt und zur Vorsitzenden des Kongressausschusses für Gleichberechtigung ernannt. Außerdem wurde sie Mitglied des Kongressausschusses für Verteidigung und des Ausschusses für umfassende Behindertenpolitik. Darüber hinaus leitete sie zwei Unterausschüsse, einen zum Thema Abtreibung und einen zum Thema geschlechtsspezifische Gewalt.
Calvo trat bei den Parlamentswahlen 2011 nicht zur Wiederwahl an, da sie mit der Entscheidung, Rosa Aguilar an die Spitze der Wahlliste in Córdoba zu setzen, nicht einverstanden war. Sie kehrte auf ihren Posten als Professorin für Verfassungsrecht an der Universität von Córdoba zurück. Später gewann sie das Vertrauen des Generalsekretärs der Sozialistischen Arbeiterpartei Pedro Sánchez, der sie 2017 zur Gleichstellungsbeauftragten der Partei ernannte.

### Stellvertretende Premierministerin

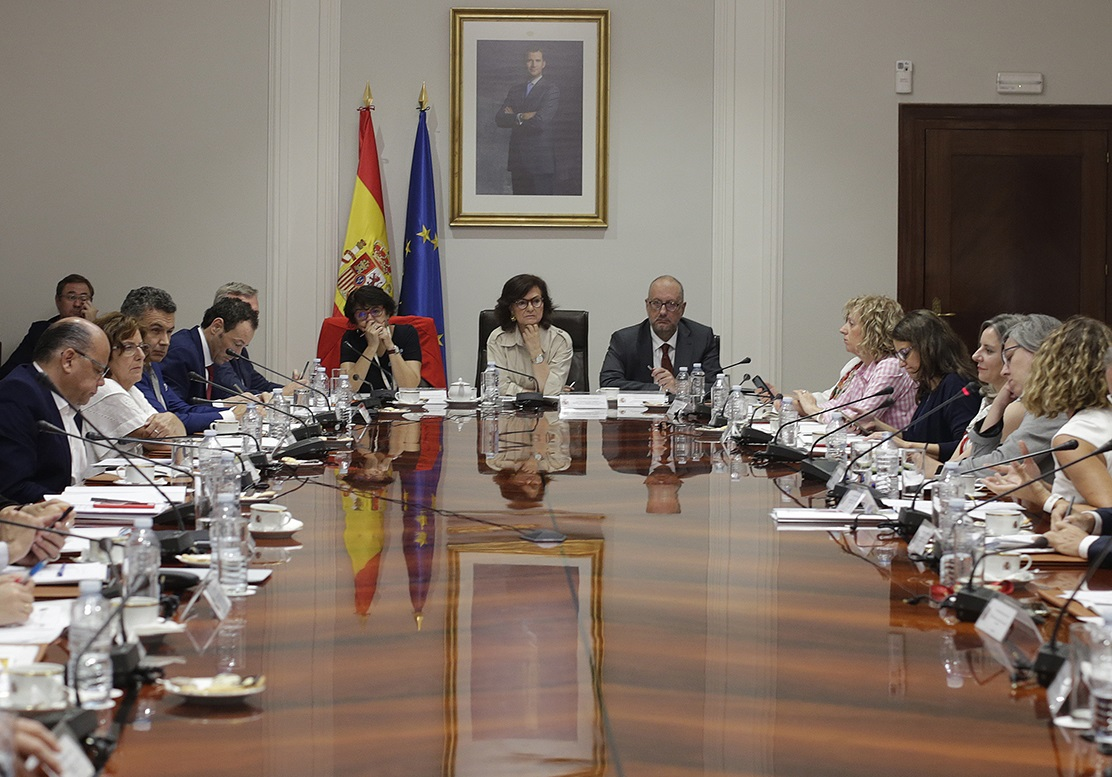
Vizepremier Calvo leitet eine Sitzung zum Thema Gleichberechtigung

Am 5. Juni 2018 wurde bekannt gegeben, dass Premierminister Pedro Sánchez Carmen Calvo zur stellvertretenden Premierministerin und Ministerin für das Präsidialamt, die Beziehungen zu den Berufskammern und die Gleichstellung ernennen würde. Dies war das erste Mal, dass das Präsidialministerium auch das Gleichstellungsressort übernahm. Calvo wurde am 7. Juni 2018 im Palast von Zarzuela vor dem König vereidigt.
Während ihrer Amtszeit konzentrierte sich Calvo auf geschlechtsspezifische Gewalt, insbesondere im Zuge des Vergewaltigungsfalls von La Manada. In diesem sogenannten „Wolfsrudel“-Fall, bei dem eine Gruppe von Männern eine 18-jährige Frau angegriffen hatte, verurteilte das Provinzgericht von Navarra die Männer wegen sexuellen Missbrauchs zu neun Jahren Haft – und nicht wegen sexueller Nötigung oder Vergewaltigung, was mindestens 20 Jahre Haft bedeuten würde. Die Entscheidung des Gerichts löste große soziale Unruhen aus Calvo schlug eine Reform des Strafgesetzbuchs vor, um die ausdrückliche sexuelle Zustimmung einzubeziehen. Nachdem sie Berufung gegen das Urteil eingelegt hatte, bestätigte der Oberste Gerichtshof von Navarra das Urteil des Provinzgerichts.
Im November 2018 schlug Calvo außerdem vor, die Verfassung zu ändern, um einige für behinderte Menschen als beleidigend empfundene Formulierungen zu streichen und einen verfassungsrechtlichen Auftrag zu schaffen, der speziell behinderte Frauen schützt.
Im Oktober 2019 sprach sie sich für die Exhumierung der sterblichen Überreste von Francisco Franco aus dem Valle de los Caídos aus.
Am 13. Januar 2020 wurde sie erneut als stellvertretende Ministerpräsidentin im zweiten Kabinett Sánchez vereidigt, wobei sie das Ministerium für Gleichberechtigung zugunsten von Irene Montero verlor.
Im Juni 2021 bekräftigte Calvo in einem Interview mit La Vanguardia, dass die Begnadigung der katalanischen Unabhängigkeitspolitiker kurz bevorstehe, und forderte die Volkspartei auf, „Katalonien nicht zu konfrontieren, (weil) die einzige Alternative darin bestünde, die Beziehungen zu normalisieren und die enorme Konfrontation zu beenden, die durch die Unabhängigkeitsbewegung und die spanische Rechte ausgelöst wurde, und die Situation zu stabilisieren“.
Als das spanische Parlament im Februar 2023 als erstes Land in Europa die Einführung eines Krankheitsurlaubs für Frauen beschloss, die unter Menstruationsbeschwerden leiden, war Calvo einer der drei PSOE-Abgeordneten, die sich bei der Abstimmung enthielten.

## Auszeichnungen
- 1998: Fiambrera de Plata - ein Preis, der jährlich vom Athenaeum von Córdoba verliehen wird[28]
- 2007: Großkreuz des Ordens Karls III. für ihre Tätigkeit als Ministerin[29]
- 2008:Lieblingstochter von Cabra - ein Ehrentitel, der vom Stadtrat von Cabra verliehen wird. Sie ist die erste Frau, die diesen Titel trägt.[23]
- 2017: 2017 Progressive Women Award für ihre Karriere als Feministin sowie für ihr politisches und persönliches Engagement im Kampf für Gleichberechtigung. Der Preis wird von der spanischen Föderation progressiver Frauen verliehen.[30]
- 2018: Ramón-Rubial-Preis für die Verteidigung der sozialistischen Werte[31][32]
- 2022: Internationaler Preis für die Gleichstellung der Geschlechter Luisa de Medrano[33]